# Mitchell John Frankovich
Mitchell John "M. J." Frankovich (poznat isto pod imenom Mike Frankovich) (29. rujna 1909. –  1. siječnja 1992.) američki glumac i producent hrvatskog porijekla.

## Produkcije
Mike Frankovich bio je producent mnogih dijela za film i televiziju. Poznatija djela su:
- Bob & Carol & Ted & Alice (1969.)

- There's a Girl in My Soup (1970.)

- Butterflies Are Free (1972.)

- Posljednji pucanj (1976.), zadnji film Johna Waynea